# Brixworth
Brixworth é uma vila e paróquia civil em West Northamptonshire, Inglaterra. O censo de 2001 registrou uma população paroquial de 5.162 habitantes, aumentando para 5.228 no censo de 2011. A Igreja de Todos os Santos da vila é de origem anglo-saxônica.
A cidade abriga a Mercedes AMG High Performance Powertrains, a divisão que fabrica as unidades de potência para equipe de Fórmula 1 da Mercedes-Benz e para as suas equipe clientes.